# Jusup Raisow
 Jusup Raisow, ros.  Юсуп Раисов (ur. 22 czerwca 1995) – rosyjski zawodnik mieszanych sztuk walki (MMA) wagi piórkowej oraz lekkiej.  Walczył dla takich organizacji jak ProFC, M-1 Global i ACB. Były mistrz ACB w wadze piórkowej.

## Osiągnięcia
MMA:
- 2017-2018: Tymczasowy mistrz ACB w wadze piórkowej
- 2018: Mistrz ACB w wadze piórkowej